# Cippori
Cippori (hebr. ציפורי; ang. Tzippori) – moszaw położony w Samorządzie Regionu Emek Jizre’el, w Dystrykcie Północnym, w Izraelu.

## Położenie
Moszaw Cippori jest położony na wysokości od 220 do 260 metrów n.p.m. na północno-zachodnim skraju masywu górskiego Hare Nacerat w Dolnej Galilei, na północy Izraela. Okoliczne wzgórza opadają w kierunku północnym do Doliny Bejt Netofa i na północny wschód do Doliny Bikat Turan. Wzgórza są porośnięte dużym kompleksem leśnym Ja’ar Cippori. Na południe od moszawu znajduje się wadi, którym płynie strumień Cippori. W otoczeniu moszawu Cippori znajduje się miasto Nazaret, miejscowości Ilut, Bir al-Maksur, Maszhad i Ar-Rajna, kibuce ha-Solelim i Channaton, oraz wioski komunalne Giwat Ela, Szimszit i Hosza’aja. Na północnym zachodzie jest strefa przemysłowa Cippori.
Cippori jest położony w Samorządzie Regionu Emek Jizre’el, w Poddystrykcie Jezreel, w Dystrykcie Północnym Izraela.

## Historia

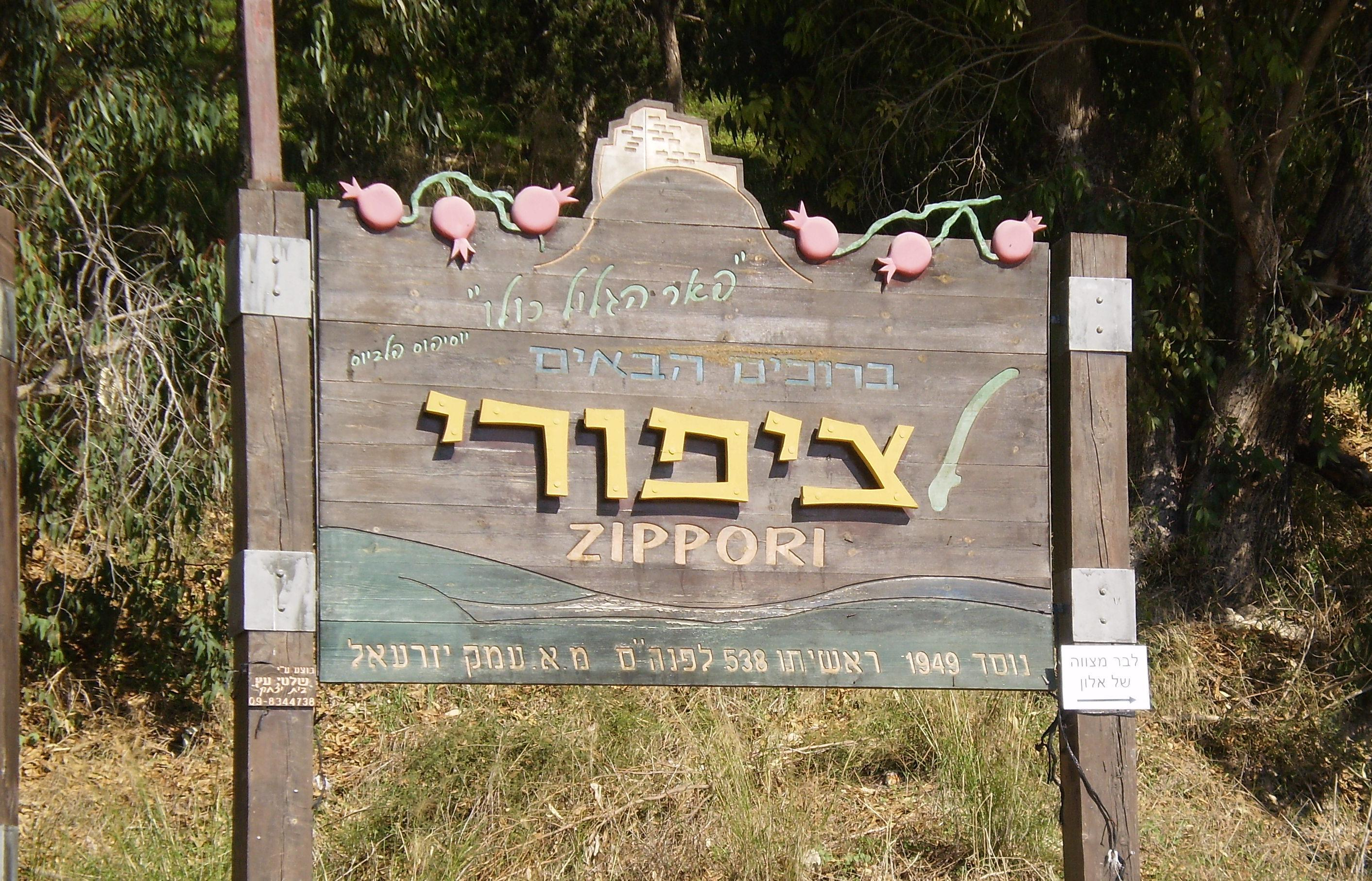
Tablica przy wjeździe do moszawu

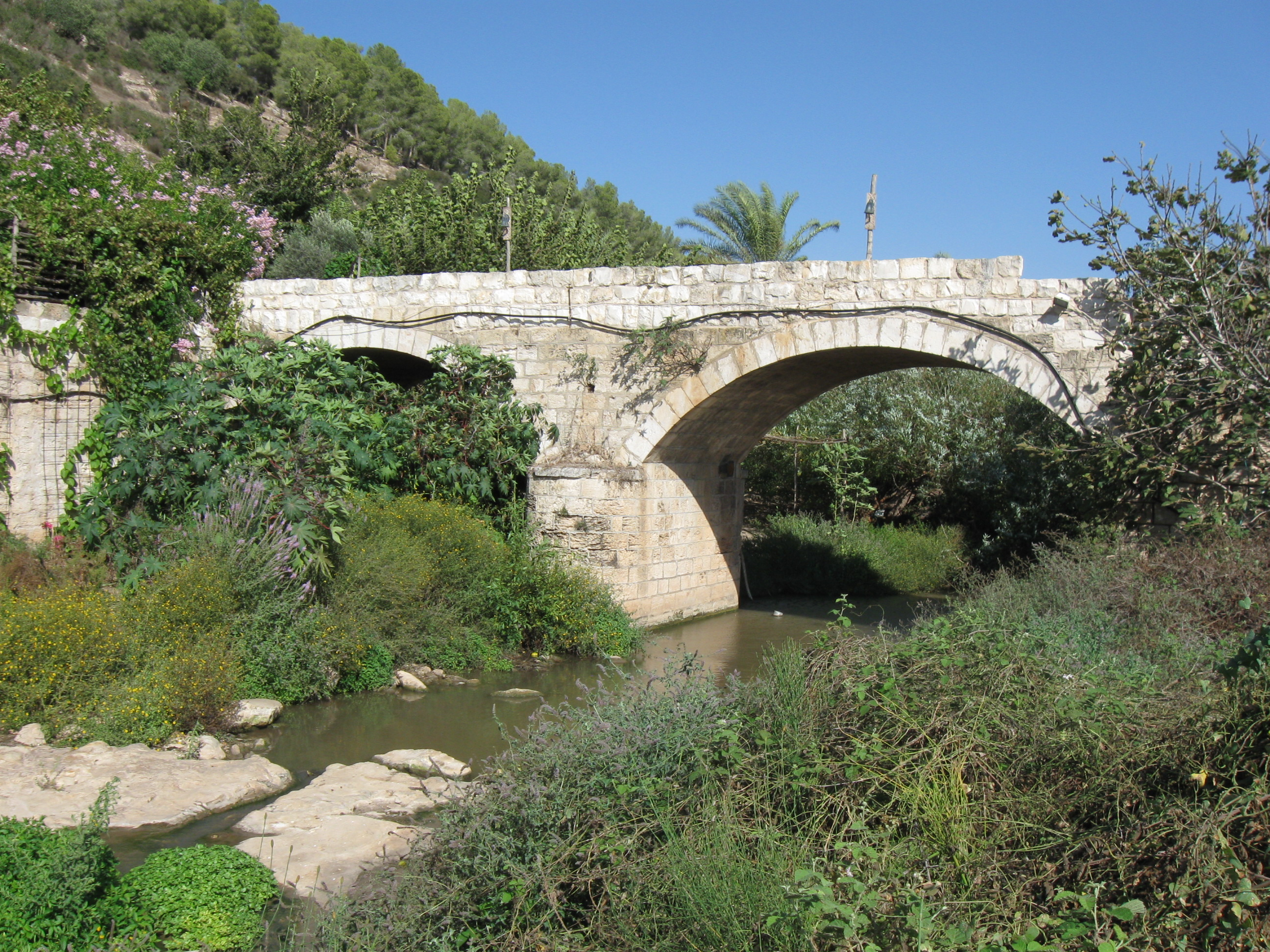
Rezerwat przyrody Ja’ar Cippori

Około VII wieku p.n.e. powstało tutaj starożytne miasto Seforis (gr. Σεπφώρις), które pełniło funkcje centrum administracyjnego w okresie panowania asyryjskiego i babilońskiego nad starożytnym Izraelem. W 104 roku p.n.e. miasto zasiedlili Żydzi, którzy zmienili jego nazwę na Cippori. Po śmierci króla Heroda Wielkiego mieszkańcy Cippori zbuntowali się w 4 p.n.e. przeciwko panowaniu rzymskiemu, w wyniku czego Rzymianie zniszczyli miasto i sprzedali jego mieszkańców w niewolę. Król Herod Antypas odbudował miasto w 1 n.e. pod nazwą Autocratis. Podczas wojny żydowsko-rzymskiej 66-73 mieszkańcy Autocratis nie poparli żydowskich bojowników i zawarli porozumienie z Rzymianami, dzięki czemu miasto nie zostało zniszczone. Około 132 ponownie zmieniono nazwę miasta na Diocaesarea. Po upadku powstania Bar-Kochby w 135 roku w mieście osiedliło się wielu żydowskich uciekinierów. Miasto stało się centrum życia religijnego i duchowego Judaizmu. Swoją siedzibę miała tutaj najwyższa żydowska instytucja religijna i sądownicza Sanhedryn. Razem z nią do miasta przybyło wielu wybitnych rabinów, w tym Juda ha-Nasi. W 363 roku trzęsienie ziemi zniszczyło miasto. Po odbudowie nie odzyskało już swojego wcześniejszego znaczenia. Gdy w VII wieku Palestyna znalazła się pod panowaniem Arabów nazwę miasta zmieniono na Saffurija. Na początku XII wieku krzyżowcy wybudowali na wzgórzu twierdzę, którą nazwali Le Sephorie. Po upadku Królestwa Jerozolimskiego Arabowie przywrócili nazwę Saffurija. W 1517 roku wioska wraz z całą Palestyną przeszła pod panowanie Imperium osmańskiego. W 1596 roku we wsi mieszkało 2200 mieszkańców. W wyniku I wojny światowej w 1918 roku cała Palestyna przeszła pod panowanie Brytyjczyków, którzy w 1922 roku formalnie utworzyli na tym obszarze Mandat Palestyny. Poszukując skutecznego rozwiązania narastającego konfliktu izraelsko-arabskiego w dniu 29 listopada 1947 roku została przyjęta Rezolucja Zgromadzenia Ogólnego ONZ nr 181. Zakładała ona między innymi, że wieś Saffurija miał znaleźć się w granicach nowo utworzonego państwa arabskiego. Arabowie odrzucili tę Rezolucję i dzień później doprowadzili do wybuchu wojny domowej w Mandacie Palestyny. Na samym jej początku siły Arabskiej Armii Wyzwoleńczej zajęły pobliskie wioski i sparaliżowały żydowską komunikację w regionie. Podczas I wojny izraelsko-arabskiej wojska izraelskie przeprowadziły w lipcu 1948 roku operację „Dekel”, w trakcie której wysiedlono i zniszczono wioskę Saffurija. Część mieszkańców powróciło do swojej zniszczonej wioski, i zostali z niej ponownie wyrzuceni we wrześniu. Ostatnie wysiedlenie odbyło się 7 stycznia 1949 roku.
Aby przeciwdziałać powrotowi ludności arabskiej w to miejsce, Żydowski Fundusz Narodowy zasadził las sosnowy, a następnie podjął starania o utworzenie żydowskiej osady. Współczesny moszaw został założony w 1949 roku przez imigrantów z Bułgarii i Turcji. W latach 50. XX wieku dołączyli do nich imigranci z Rumunii. Od 2000 roku trwa rozbudowa moszawu o nowe domy mieszkalne.

## Demografia
Większość mieszkańców moszawu jest Żydami, jednak nie wszyscy identyfikują się z judaizmem. Tutejsza populacja jest świecka:

## Gospodarka i infrastruktura
Gospodarka moszawu opiera się na intensywnym rolnictwie i obsłudze ruchu turystycznego. Hoduje się bydło mleczne, owce i drób. Jest winnica, gaj oliwny i uprawy w szklarniach. Część mieszkańców dojeżdża do pracy poza moszawem. W moszawie jest przychodnia zdrowia, sklep wielobranżowy i warsztat mechaniczny.

## Transport
Z moszawu wyjeżdża się drogą nr 7926 na południowy zachód na drogę nr 79. Jadąc nią na południowy wschód, dojeżdża się do miasta Nazaret oraz miejscowości Meszded i Ar-Rajna, natomiast jadąc na północny zachód, dojeżdża się do kibucu ha-Solelim i dalej do węzła drogowego z drogą ekspresową nr 77.

## Edukacja i kultura
Moszaw utrzymuje przedszkole. Starsze dzieci są dowożone do szkoły podstawowej w wiosce Giwat Ela i szkoły średniej w moszawie Nahalal. W moszawie znajduje się ośrodek kultury z biblioteką, basen kąpielowy, sala sportowa z siłownią i boisko. Jest tu także synagoga i mykwa.

## Turystyka
W moszawie są pokoje do wynajęcia. Jest tu także niewielka stadnina koni, w której można wykupić przejażdżki po okolicy. Jednak największą tutejszą atrakcją turystyczną są wykopaliska archeologiczne na miejscu starożytnego miasta Seforis. Na szczycie wzgórza wznosi się kamienna wieża, będąca pozostałością fortecy krzyżowców. Rozciąga się z niej widok na całą okolicę. Wieżę wybudowano w XII wieku na fundamentach wcześniejszych bizantyńskich budowli. Podstawą wieży jest kwadrat o wymiarach 15 X 15 metrów, a jej wysokość wynosi 10 m. Pomimo licznych późniejszych przebudów zachowały się pozostałości rzeźbionych zdobień. W ruinach starożytnego miasta odkryto główną ulicę, która jest w całości wybrukowana. Na kamieniach ulicznych odnaleziono kilka wyrytych symboli, w tym menorę. Wzdłuż ulicy znajdowały się mieszkalne domy, wśród których odkryto żydowską mykwę. Na północnym stoku wzgórza znajduje się teatr rzymski dla 4,5 tys. widzów. Jego średnica wynosi 45 metrów. Teatr nosi ślady poważnych zniszczeń, prawdopodobnie powstałych w wyniku trzęsienia ziemi. W pobliżu stoi rzymska willa z najcenniejszych znaleziskiem w Seforis. Jest do największa odkryta w Izraelu mozaika podłogowa. W dolnej części miasta odkryto pozostałości starożytnej synagogi z końca V lub początku VI wieku. W jej wnętrzu odkryto mozaikę podłogową ze scenami biblijnymi. Tutejszy kościół z okresu krzyżowców jest wiązany przez chrześcijańską tradycję z domem rodziców Marii z Nazaretu, matki Jezusa Chrystusa. Całość jest chroniona jako Park Narodowy Cippori.
Wśród okolicznych wzgórz można spotkać pozostałości dawnego systemu wodociągowego miasta Seforis. Na wschód od moszawu znajduje się zbiornik wodny z II wieku. Jest on połączony z ruinami miasta długim podziemnym tunelem (nie udostępniony dla zwiedzających). Zbiornik z akweduktem są częścią Parku Narodowego Cippori. Tuż obok jest położona głęboka jaskinia (w niektórych jej częściach jest dostępna bez sprzętu wspinaczkowego). Przy parku znajduje się mauzoleum, w którym według tradycji pochowany jest słynny rabin Juda ha-Nasi (inna tradycja wskazuje miejsce jego pochówku na Bet Sze’arim). Na zachód od moszawu rozciąga się leśny Rezerwat przyrody Ja’ar Cippori, a na północnym zachodzie Rezerwat przyrody Ha-Solelim.

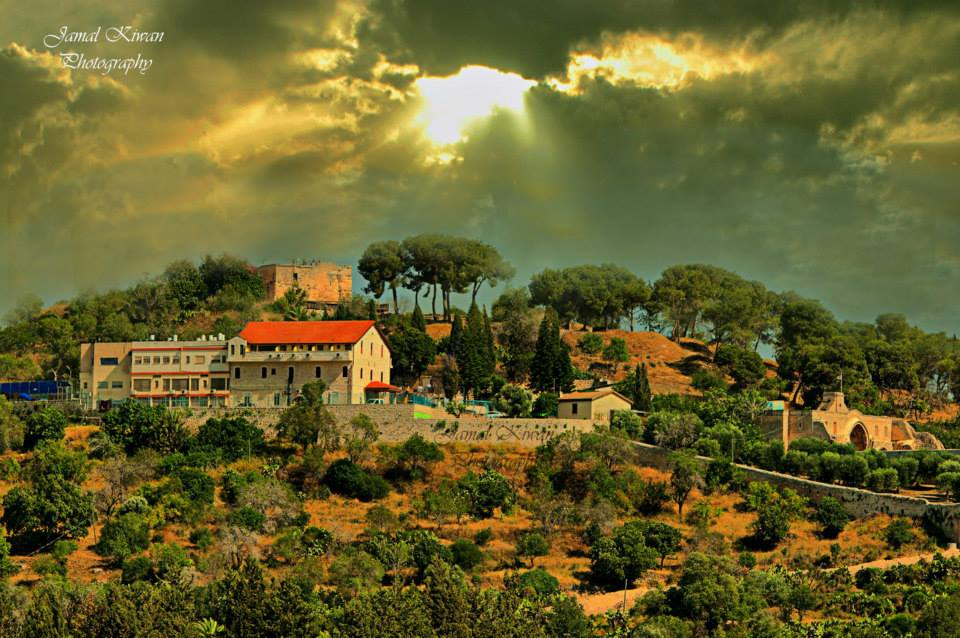
Park Narodowy Cippori